# Rexford, Montana
Rexford är en kommun (town) i Lincoln County i Montana. Vid 2020 års folkräkning hade Rexford 78 invånare.